# Perola (ketel)
Een perola is een grote ijzeren of koperen ketel, met een bodem in de vorm van een halve bol van minstens een meter diameter, typisch voor vele Catalaanse ambachten. In de visserij diende hij voor het verven van de netten, in de kurkindustrie voor het koken van ruwe kurkschors en verder ook voor het toebereiden van grote hoeveelheden voedsel of veevoer of het koken van zijderupscocons.

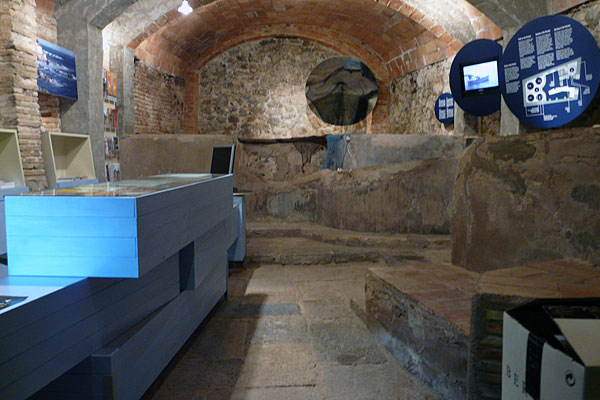
Binnenzicht van de kookplaats Sa Perola in Palafrugell.

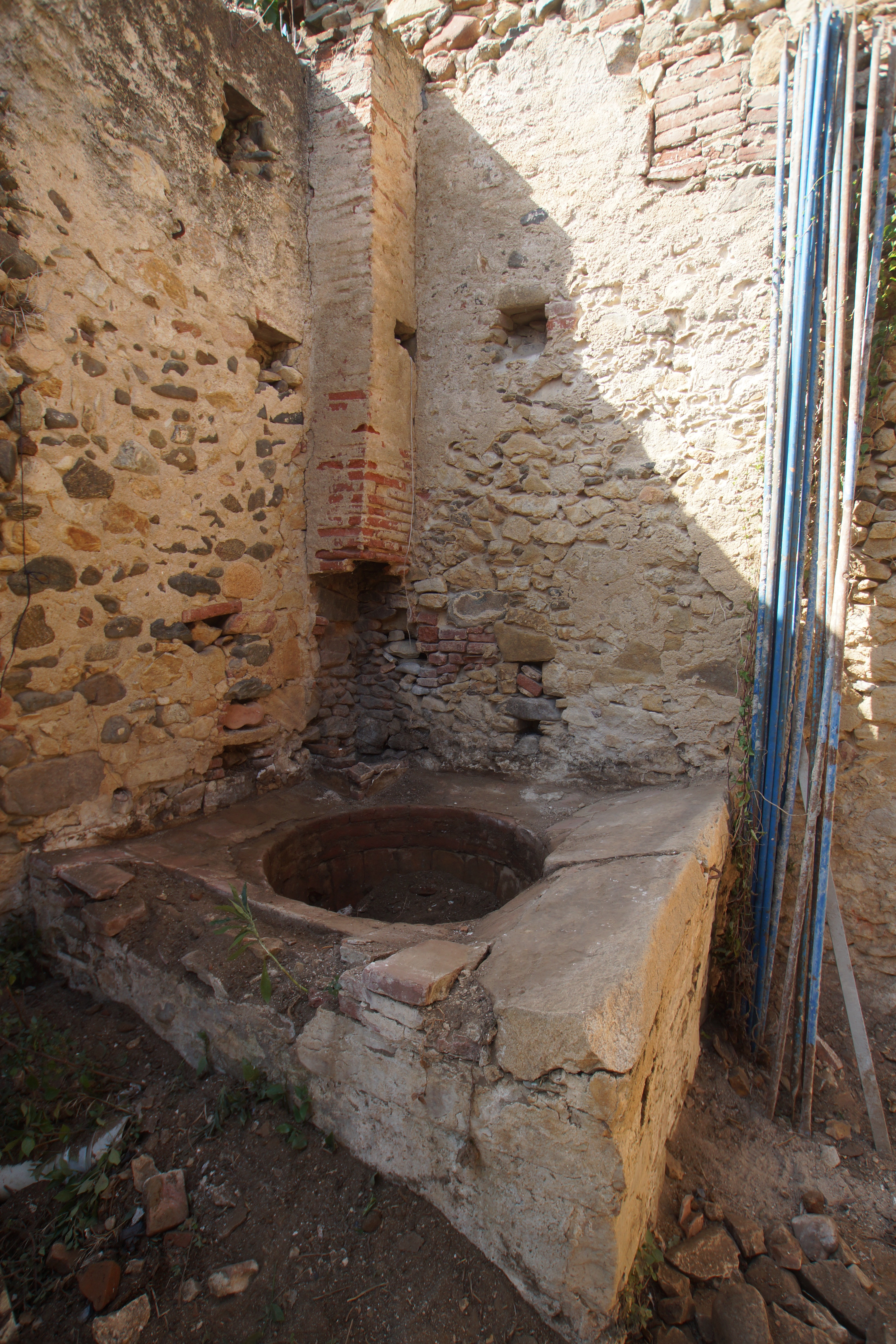
Ruïnes van een perola voor het koken van kurk in de Carrer Enric Lluís Roura in Calonge

Bij uitbreiding wordt het woord gebruikt als pars pro toto voor de hele stookinrichting, de constructie onder de perola waar het vuur gemaakt werd en al naargelang van de toepassing, het gebouw of het afdak waaronder gekookt werd. Het woord is een vergrootwoord van perol ('pan'), op zijn beurt een verkleinwoord van Oudcatalaans pèr, dat teruggaat op het Gallische woord parrium, een soort platte kuip.

## Perola in de kurkindustrie

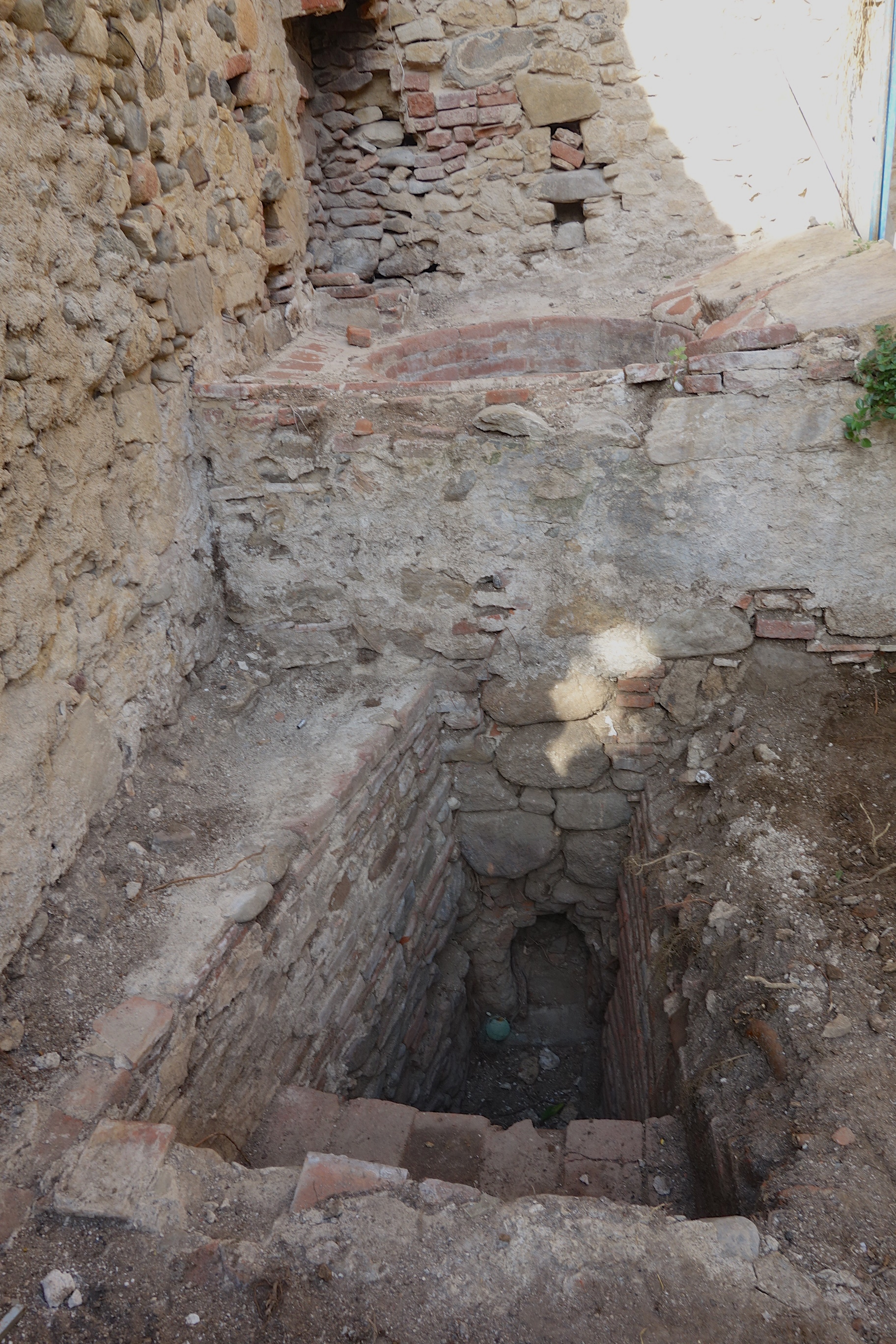
De trap naar de stookplaats onder de perola

Vooraleer de ruwe kurkschors verwerkt en versneden kan worden, moet hij gekookt worden. Tot in het begin van de jaren zestig van de 20ste eeuw was de kurkindustrie in Catalonië een wijd verspreide huisnijverheid, vooral in de comarques Alt en Baix Empordà en La Selva. Tot op het einde van de jaren 1950 had vast ieder groter huis in de streek daarvoor zijn eigen perola.
De koperen ketel was ingebouwd in een bouwwerk van ongeveer een meter boven het maaiveld. Ondergronds bevond zich de stookkamer die via een steil bakstenen trapje toegankelijk was, en soms ook nog met een klein hellend vlak om het hout aan te voeren. Bovengronds stond er een muur van ongeveer twee meter hoog met bovenaan een balk en katrol waarmee de bundel kurk op- en neergelaten kon worden en met openingen ter hoogte van de rand van de ketel waarin men een balk kon steken om het kurk onder water te houden. Achter de ronde opening voor de ketel bevond zich de schoorsteen van de stookkamer die boven het afdak uitkwam.
De "bullidor" was de vakman die de operatie leidde: hij was verantwoordelijk voor het vuur, het samenbundelen van de kurk, het eigenlijke koken en achteraf het stapelen van de kurk, tijdens de rustperiode in afwachting van het versnijden.
De crisis in de huisnijverheid en de industrialisering van de kurkindustrie maakten die installaties overbodig tegen het einde van de jaren vijftig van de twintigste eeuw. In het verpauperde Spanje van die tijd telde elke cent, en de koperen ketels werden verkocht. De meeste perola's vervielen of werden afgebroken.

## Perola in de visserij
Vroeger werden visnetten uit plantaardige vezels gemaakt (katoen of hennep). Die moesten regelmatig geverfd worden om hun levensduur te verlengen en hun camouflagekleur te behouden. Elk vissersdorp had zijn perola, ook tenyidor genoemd, een gesloten gebouw bij het strand, met een stookplaats en een of meer perola's voor gemeenschappelijk gebruik. Zeker in het koude seizoen was het ook een geliefde ontmoetingsplaats waar het altijd gezellig warm was. Met de opkomst van de netten in kunststof werd deze operatie overbodig. De gebouwen vervielen en werden heel dikwijls afgebroken. In Calella de Palafrugell werd «Sa Perola» omgebouwd tot toerismebureau en museum over de nevenberoepen van de visserij. Die van het gelijknamige strand Platja de la Perola (Roses), een historisch gebouw uit 1835, werd in 2010 afgebroken om plaats te maken voor de strandpromenade.

## Musea
- Het Museu del Suro (Kurkmuseum) in een oude kurkfabriek in Palafrugell
- Sa Perola in Calella de Palafrugell
- In het Museu de l'Anxova i la Sal (Ansjovis- en Zoutmuseum) in L'Escala bevindt zich nog een van de laatste koperen ketels.[11]

## Perola in de volkskultuur
De spreuk "ésser sord com una perola" komt overeen met het Nederlandse "zo doof als een pot". De perola en de hele operatie die een vaste gebeurtenis was in het verloop van een jaar heeft ook volksliedjes geïnspireerd.